# موتو زد
موتو زد هو هاتف ذكي يعمل بنظام أندرويد طوَّرته موتورولا للهواتف النقالة. تم الكشف عن Moto Z في 9 يونيو 2016، كنموذجها الرائد لهذا العام، ويتميز بنظام "Moto Mods" الذي يسمح بربط الملحقات بالحالة مغناطيسياً بالجهاز لتوفير وظائف إضافية. تم الانضمام إلى Moto Z لاحقًا من خلال Moto Z Force الأكثر وعرة والتي تشترك في معظم الألعاب الداخلية السابقة، وMoto Z Play متوسطة المدى بمواصفات مخفضة، وجميع الأجهزة الثلاثة متوافقة مع النظام المعياري.